# История Коста-Рики
История Коста-Рики — история страны с 4-миллионным населением, которая занимает узкую полоску земли в Центральной Америке, расположенную между двумя океанами. Первоначально страна была населена автохтонным индейским населением, затем Коста-Рика благодаря иммиграции из Европы превратилась в часть испанских колоний, пока не получила в XIX веке независимость. Первыми европейскими поселенцами стали выходцы из Испании, вторая волна иммиграции произошла после обретения независимости, это были эмигранты из соседней Ямайки. Смешавшись с местным населением, новые поселенцы создали собственную нацию — костариканцы или, как они чаще всего себя называют, тикос. На историю Коста-Рики оказывали влияние её жители, география и отношения с окружающим миром.

## Доколумбов период

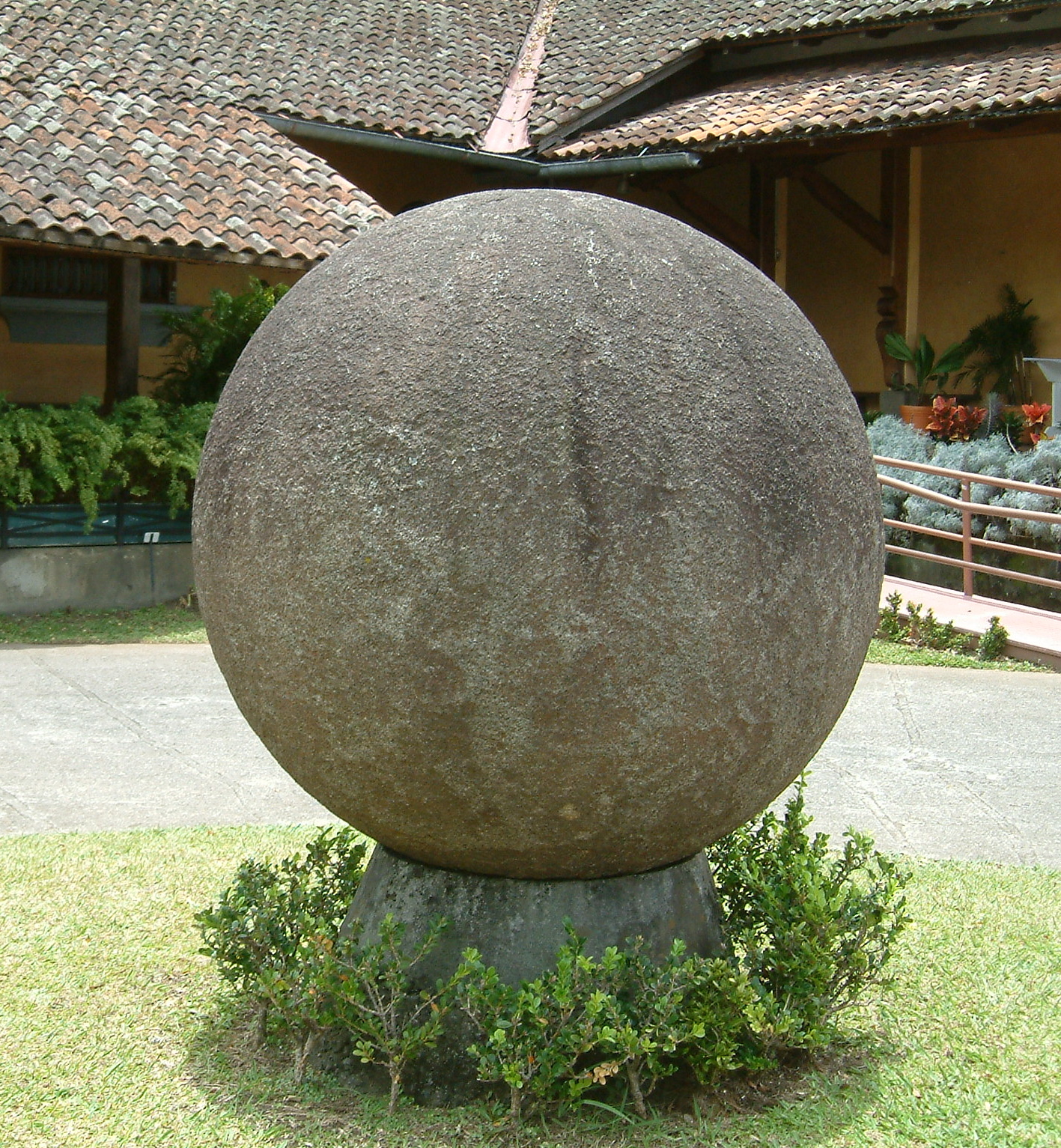
Индейцы Коста-Рики умели делать каменные шары огромного размера.

В доколумбов период большую часть Коста-Рики заселяли уэтары и брибри. Согласно некоторым хроникам, уэтары делились на две больших группы, «западных» и «восточных» уэтаров, естественным рубежом между которыми служила река Вирилья. Примечательными памятниками доколумбовской эпохи являются доисторические каменные шары, обнаруженные на полуострове Никоя и археологический памятник Гуаябо.

## Колониальная эпоха
Первым европейцем, который достиг этой земли, был Христофор Колумб, когда высадился в 1502 году на восточном побережье. Он назвал эту местность Коста-Рика, в переводе с испанского «Богатый берег», в надежде обнаружить золото.
Испанская колонизация началась примерно с 1530 года. Заселение испанцами и экономическое развитие этой колонии шло очень медленно, отчасти из-за трудностей с климатическими условиями страны, а также из-за набегов английских и голландских пиратов, нападавших на испанцев с конца XVI века и вплоть до середины XIX века. Англичане также организовывали набеги в Коста-Рику индейцев-мискито с восточного побережья нынешней Никарагуа.
В 1560—1570 годы племя уэтаров не было ещё окончательно покорено испанцами. Территория западных уэтаров простиралась до тихоокеанского побережья, правителем у них был Гарабито, а правителем восточных — Эль-Гуарко.
В XVI веке испанские поселенцы заселили Центральное плато Коста-Рики, где до этого, как впрочем и на всей территории страны, индейское население было малочисленно или вовсе отсутствовало. Бедность страны полезными ископаемыми и климатические условия привели к тому, что в Коста-Рике селились в основном бедные переселенцы из Испании, что привело к созданию не крупных плантаций, как в других колониях Испании в Америке, а мелких или средних хозяйств. Эти мелкие хозяйства выращивали пшеницу, кукурузу, сахарный тростник, табак, фасоль, какао и некоторые другие культуры. В этот период, негры-рабы в Коста-Рику почти не завозились, по причине бедности мелких хозяйств, однако некоторое число негров и мулатов поселилось в стране, в основном на Атлантическом побережье — из беглых рабов и пиратов. В 1563 году испанцами основан город Картаго, который был столицей колонии вплоть до получения независимости. В начале XIX века в испанских колониях начались освободительные войны.

## Соединённые Провинции Центральной Америки

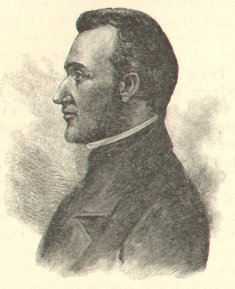
Франсиско Морасан Кесада, президент Федерации Центральной Америки и президент Коста-Рики

В 1814 году к Коста-Рике добровольно присоединилась провинция Гуанакасте, которая раньше принадлежала Никарагуа. 25 июля 1825 года присоединение было подтверждено на местном референдуме. Этот день стал одним из национальных праздников.
15 сентября 1821 года Коста-Рика провозгласила независимость. Вскоре она объединилась с Гватемалой, Гондурасом, Никарагуа и Сальвадором в федерацию и была присоединена к Мексиканской империи.
После развала империи Итурбиде в 1823 году Коста-Рика и соседние с ней республики создали независимое, федеративное государство. По конституции 1824 года это государственное образование получило название Соединённые Провинции Центральной Америки. Политические разногласия, которые начались почти сразу после создания федерации, поставили Коста-Рику вместе с другими республиками в крайне тяжёлое положение. Основная борьба шла между консервативными элементами — крупными испанскими землевладельцами, которые выступали в союзе с католической церковью, и либералами, которые принадлежали к интеллектуальной элите и креолы-землевладельцы, которые выступали за светское государство и рыночную экономику.
Хрупкая федерация была обречена на распад. Последний президент Франсиско Морасан в 1841 году вернулся с группой сторонников из Южной Америки, высадился в Коста-Рике и 10 июля 1842 года провозгласил себя на Учредительном собрании президентом Коста-Рики. Отсюда он надеялся восстановить федерацию в её первоначальном виде. Однако уже 14 сентября Морасан был свергнут, осуждён 15 сентября и на следующий день расстрелян на центральной площади Сан-Хосе.

## Независимость
В 1844 году принята первая конституция. В 1856 году американский авантюрист Уильям Уокер, захвативший власть в Никарагуа и объявивший себя президентом, решился напасть на Коста-Рику. Путь ему преградил наспех собранный военный отряд добровольцев. Костариканцы выгнали Уокера со своей территории и преследовали его до никарагуанского города Ривас, где и состоялась знаменитая битва, в которой отличился национальный герой Хуан Сантамария.
В период с 1859 по 1870 годы сменилось несколько президентов. В 1871 году президентом Томасом Гутьерресом принята новая конституция, отменившая смертную казнь и поощрявшая иностранные инвестиции. Американская компания «Юнайтед фрут» начала экспансию в Коста-Рику, скупая землю. Эта компания организовала в Коста-Рике крупное экспортное производство — помимо кофе, ещё и бананов, какао, ананасов и других культур. Компания также построила в Коста-Рике сеть железных дорог, связывающих западное побережье с восточным. В 1872 году из-за нехватки рабочей силы для строительства железных дорог, в страну через порт Лимон массово стали приезжать афро-карибские рабочие из Ямайки, создав на востоке страны особую культуру.
Летом 1927 года в Никарагуа началась национально-освободительная война, с 1928 года в составе армии генерала А. Сандино воевали добровольцы из Коста-Рики.

## XX век
В 1930-е годы в стране набирали силу левые движения. С другой стороны, сторонники прогитлеровской ориентации создали Нацистскую партию Коста-Рики. После японского нападения на Пёрл-Харбор, в начале декабря 1941 года Коста-Рика (также, как большинство стран Латинской Америки) объявила войну странам «Оси», но в боевых действиях не участвовала. При этом нацистское движение в Коста-Рике было жёстко подавлено.
В 1948-49 годах в Коста-Рике шла гражданская война, после окончания которой принятая 7 ноября 1949 года Конституция запретила создание и содержание в мирное время постоянной профессиональной армии, вместо неё для защиты страны была создана «гражданская гвардия».
11-22 января 1955 года бывший президент Р. А. Кальдерон Гуардия со своими сторонниками организовал военное вторжение в Коста-Рику. Его поддерживали Батиста, диктатор Кубы, и другие диктаторы региона. Отряды гражданской гвардии отразили военное вторжение, а президент Коста-Рики Хосе Фигерес Феррер обратился в ОАГ, после чего вторжение прекратилось.
После разгрома подготовленной США "бригады 2506" в боях 17-18 апреля 1961 года у Плая-Хирон возникла проблема с базами вооружённых группировок кубинских эмигрантов-"гусанос" (размещение которых на территории США нарушало закон США о нейтралитете), и в 1963 году два лагеря для подготовки боевиков "гусанос" были размещены на территории Коста-Рики. Оба лагеря находились в джунглях на землях, принадлежавших полковнику Вико Старки Хименесу.
В период с марта 1965 по сентябрь 1967 года Коста-Рика являлась членом Центральноамериканского совета обороны.
В 1970-х годах в связи с падением цен на кофе и ростом цен на нефть в стране была экономическая нестабильность. В 1979 году президент Коста-Рики Родриго Карасо Одио первоначально поддержал сандинистов в Никарагуа. Вскоре появились первые левые партизанские группировки в самой Коста-Рике, видимо вдохновленные успехом сандинистов. Противоположная ультраправая тенденция консолидировалась в Движении свободы Коста-Рики, сформировавшем штурмовые отряды для борьбы с коммунизмом и сандинизмом.
В 1982 году правительство Коста-Рики сделало заявление, что в международных отношениях страна является сторонником политики добрососедства и «постоянного нейтралитета».
В 1990 году президентом страны был избран Рафаэль Кальдерон, чей отец был президентом раньше.

## XXI век

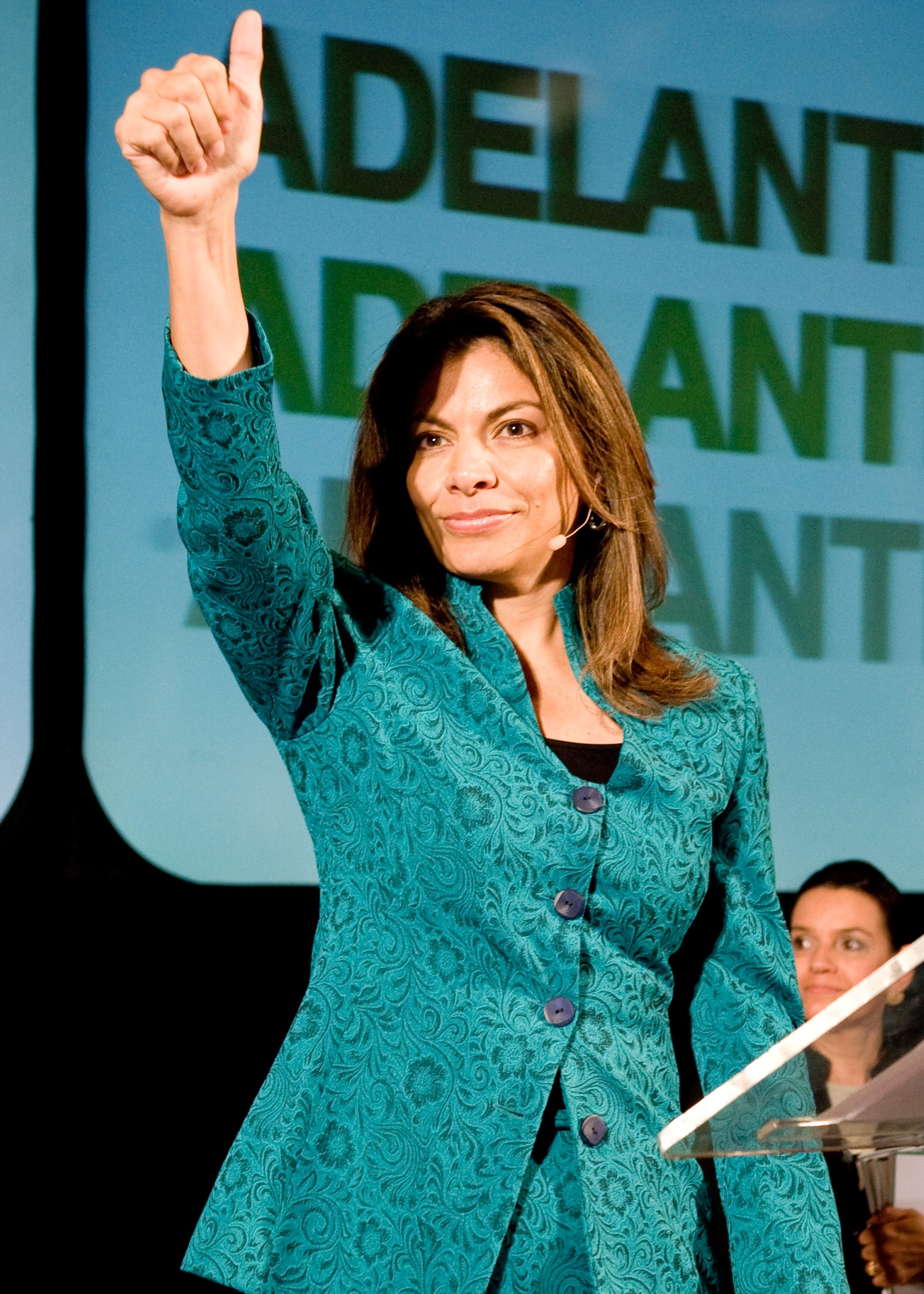
Лаура Чинчилья, первая в истории страны женщина-президент

19 марта 2009 года президент Коста-Рики (считавшейся до этого одним из верных «авианосцев» США в регионе) Оскар Ариэс заявил, что его страна возобновляет связи с опальной Кубой, прерванные почти 50 лет назад.
7 февраля 2010 года была избрана, а 8 мая официально вступила в должность Лаура Чинчилья — первая в истории страны женщина-президент.